# Alice-Denkmal
Das Alice-Denkmal, auch Alice-Obelisk genannt, ist ein Denkmal in Darmstadt in Hessen. Es steht nördlich der katholischen Hauptkirche St. Ludwig und erinnert an Großherzogin Alice, die als britische Prinzessin nach Darmstadt an der großherzoglichen Hof heiratete und sich dort für die öffentliche Gesundheitspflege einsetzte.

## Geschichte und Beschreibung
Auftraggeber des Bauwerks war der älteste Sohn der Großherzogin, Ernst Ludwig Großherzog von Hessen und bei Rhein. Das am 12. September 1902 eingeweihte Alice-Denkmal entstand nach einem gemeinsamen Entwurf des Bildhauers und Medailleurs Ludwig Habich, des Bildhauerarchitekten Franz Rank und des Architekten Adolf Zeller. 
Das an einen antiken Obelisken erinnernde und mit Jugendstil-Ornamenten verzierte Denkmal steht auf einem runden Stufenbau und einem viereckigen Sockel aus Granit mit vier diagonal ausgreifenden Wangen, zwischen denen halbrunde Wasserbecken mit Wasserspeiern eingefügt sind. Darüber tragen auf einer Plinthe vier überlebensgroßen Mädchenfiguren den etwa 10 m hohen, aus Quadern gemauerten Obelisken aus weißem Euviller Kalkstein. Zwischen den Tragefiguren wachsen stilisierte Baumstämme, aus deren Ästen sich über den Mädchenköpfen Blattwerk bildet, das ein vergoldetes Bronze-Relief der Großherzogin Alice rahmt. Die am Sockel auf den vier Seiten umlaufende Widmungsinschrift lautet: Der Unvergesslichen Großherzogin von Hessen und bei Rhein / In Verehrung Liebe und Dankbarkeit / Gewidmet von Frauen und Jungfrauen Hessens / Errichtet im Jahre 1902.

Eine vorerst letzte Restaurierung fand 2022 statt.

Galerie
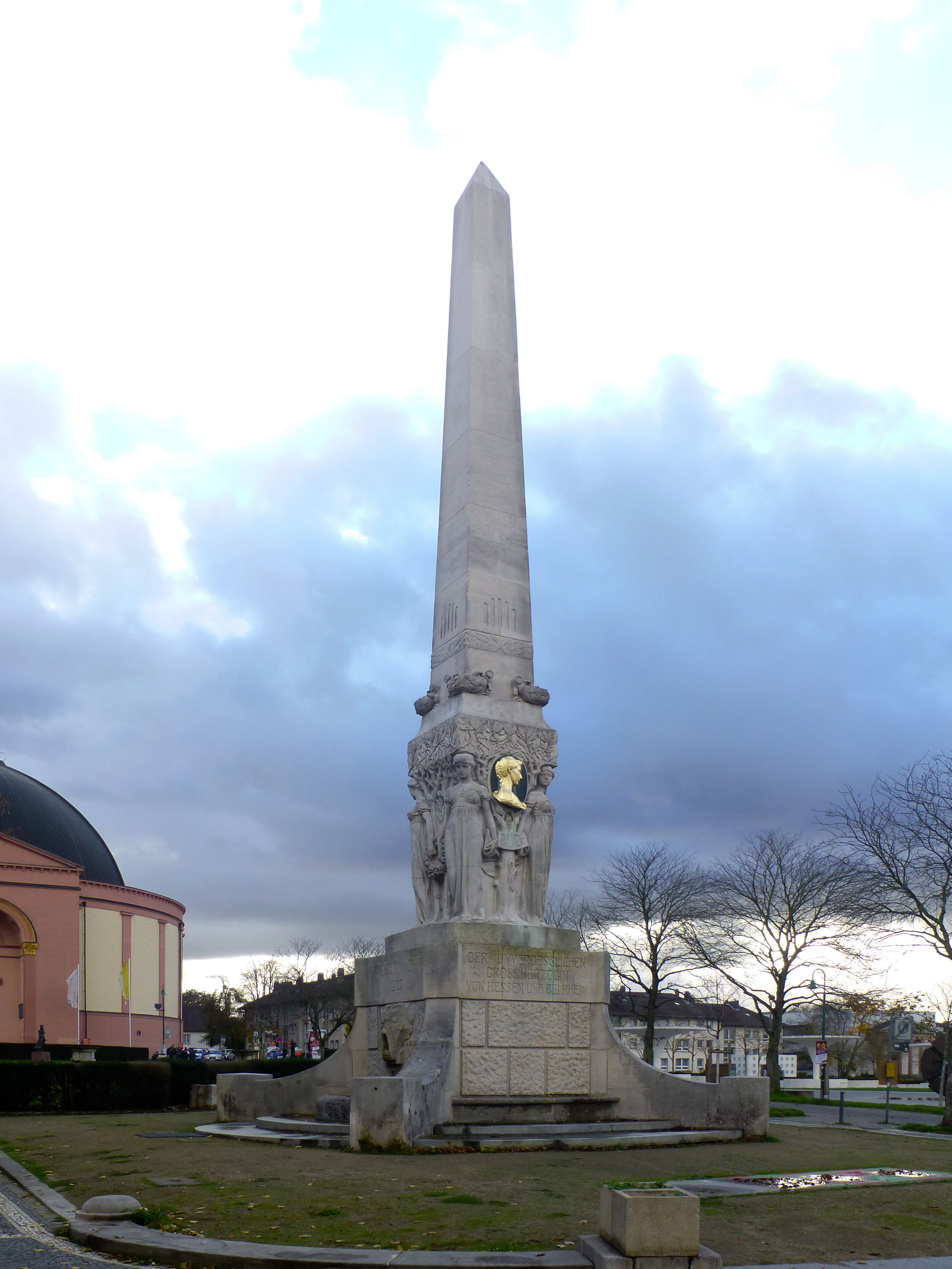
Ansicht über Eck (2022)
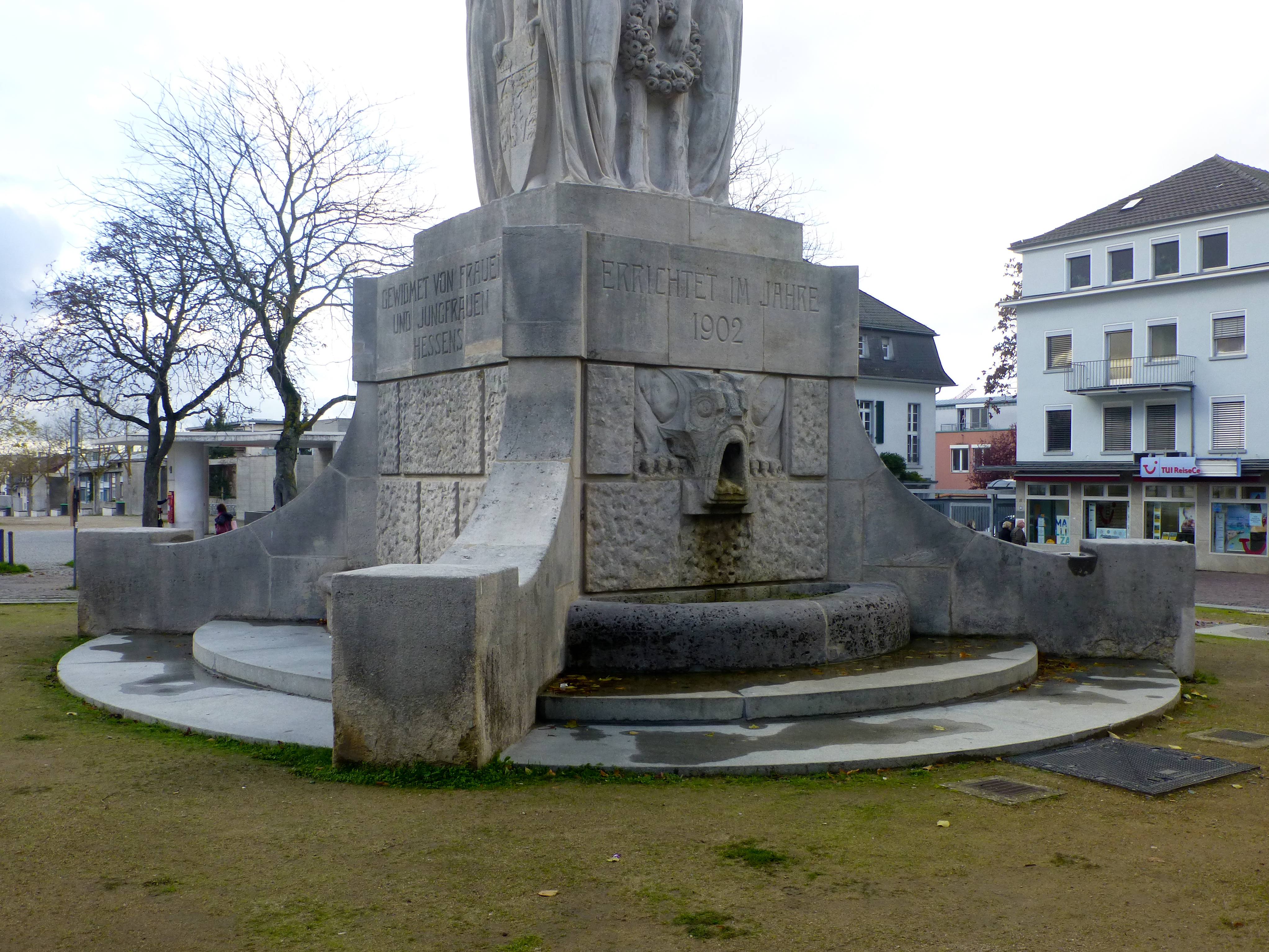
Sockel mit wiederhergestellten Brunnenbecken (November 2022)